# Полкари-Растијело (Авелино)
Полкари-Растијело је насеље у Италији у округу Авелино, региону Кампанија.
Према процени из 2011. у насељу је живело 186 становника. Насеље се налази на надморској висини од 549 м.